# 何遜
何遜（468年—518年），字仲言，梁时东海郯人，世代僑居京口。何承天曾孙。
八岁能作诗，二十岁中秀才。诗人范云见其试策，大加称赞。沈约说读何逊诗，“一日三复，犹不能已”。何逊曾擔任過廬陵王萧续的记室。約卒於天监十七年（518年）。
何遜的文章與劉孝綽並稱，世稱何劉。今存诗百餘首，“夜雨滴空阶，晓灯暗离室”為名句，沈德潜称其“情辞宛转，浅语俱深。”宋人黄伯思《东观馀论》有收錄何逊集跋，称为春明宋氏本。《玉台新咏》载有何逊《学青青河边草》一首。
天监六至七年间，何逊担任建安王萧伟的水曹行参军。期间，廨舍有梅花一株，何逊每天都会在树下吟咏。他的《扬州法曹梅花盛开》为中国诗歌历史上第一首咏梅诗，对后世咏梅传统产生了极大影响。

## 延伸阅读
[在维基数据编辑]
 在维基文库阅读此作者作品
 《梁書/卷49》，出自姚思廉《梁書》